# Joseph Mawle

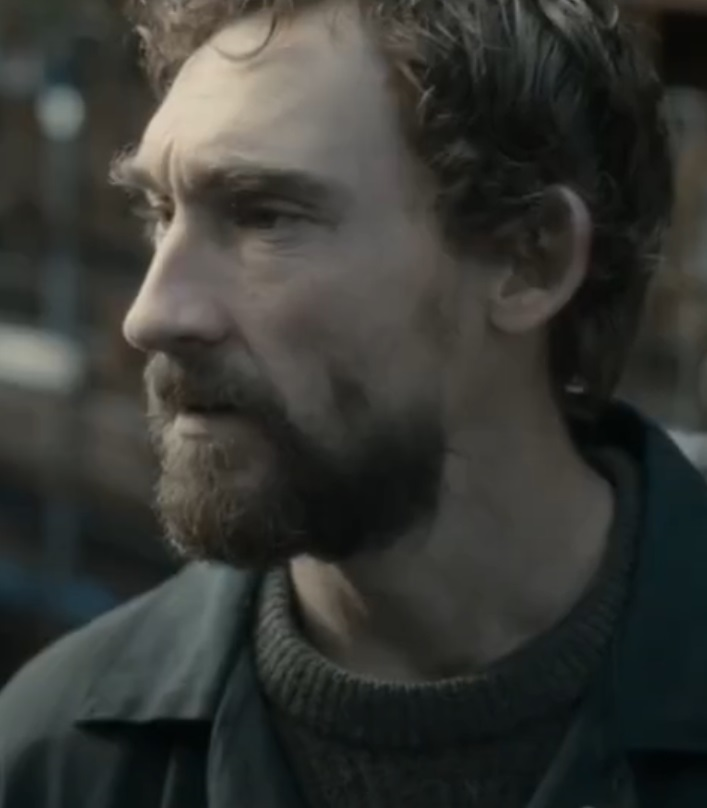
Joseph Mawle im Jahr 2012

Joseph Mawle (* 21. März 1974 in Oxford, England) ist ein britischer Schauspieler. Mawle ist bekannt für seine Rollen als Benjen Stark in Game of Thrones, Detective Inspector Jedediah Shine in Ripper Street, Jack Firebrace in Birdsong (britische TV-Serie) und Odysseus in Troja – Untergang einer Stadt.

## Leben
Mawle wurde in Oxford geboren und wuchs in einem viktorianischen Haus auf dem Land im Warwickshire auf. Die Schule besuchte er in Stratford-upon-Avon. Zunächst jobbte er als Fitnesstrainer und Tellerwäscher, ehe er ein Stipendium an der „Bristol Old Vic's Theatre school“ erhielt, wo er ein Schauspielstudium absolvieren konnte.
Nach dem Studiumsabschluss 2002 hatte er erste Auftritte in Werbefilmen für das irische Bier Guinness. 2003 wurde er von Theatern in Southampton und Manchester engagiert und spielte Rollen in Theaterstücken wie Troilus und Cressida, Hamlet und Antonius und Cleopatra.
2006 verkörperte er in der Fernsehserie Soundproof eine der Hauptrollen, was ihm unter anderem 2007 eine BAFTA-Nominierung einbrachte. In den folgenden Jahren war Mawle als Fernsehschauspieler tätig und spielte in Serien von Channel 4, BBC und HBO mit. 2014 übernahm er neben Bojana Novaković, Michael McElhatton und Michael Smiley, die Hauptrolle in The Hallow. 2022 spielte Mawle in 5 Episoden der ersten Staffel der Fernsehserie Der Herr der Ringe: Die Ringe der Macht den Uruk Adar, den Anführer der Orks im Süden. Im Dezember 2022 wurde allerdings bekannt, dass die Rolle ab Staffel 2 von Sam Hazeldine verkörpert werden soll.

## Filmografie
- 1998: Merlin (Fernsehfilm)
- 2002: Sir Gadabout: The Worst Knight in the Land als Sir Tificate (Fernsehserie)
- 2004: Dunkirk (Fernsehfilm)
- 2006: Soundproof (Fernsehfilm)
- 2006: Gerichtsmediziner Dr. Leo Dalton (Silent Witness, Fernsehserie, 2 Folgen)
- 2006: Dalziel and Pascoe (Fernsehserie, 2 Folgen)
- 2006: The Secret Life of Mrs. Beeton (Fernsehfilm)
- 2007: Persuasion (Fernsehfilm)
- 2007: Holby Blue (Fernsehserie, eine Folge)
- 2007: Clapham Junction (Fernsehfilm)
- 2008: Foyle's War (Fernsehserie, eine Folge)
- 2008: Das Leiden Christi (The Passion, Miniserie)
- 2008: Lezione' 21
- 2009: Free Agents – Zweisam einsam (Free Agents, Fernsehserie, eine Folge)
- 2009: Yorkshire Killer (Red Riding: In the Year of Our Lord 1980)
- 2009: Freefall (Fernsehfilm)
- 2009: After Tomorrow (Kurzfilm)
- 2009: The Street (Fernsehserie, eine Folge)
- 2009: Heartless
- 2009: Waking the Dead – Im Auftrag der Toten (Waking the Dead, Fernsehserie, 2 Folgen)
- 2009: Merlin – Die neuen Abenteuer (Merlin, Fernsehserie, eine Folge)
- 2010: Five Daughters (Fernsehserie, 3 Folgen)
- 2010: Sometimes the Moon Is Velvet (Kurzfilm)
- 2010: Dive (Fernsehfilm)
- 2010: Mord im Orient-Express (Agatha Christie’s Poirot; Fernsehserie, Folge Murder on the Orient Express)
- 2010: Deathless (Kurzfilm)
- 2010: We Want Sex
- 2011: Women in Love (Fernsehserie, 2 Folgen)
- 2011, 2016–2017: Game of Thrones (Fernsehserie, 6 Episoden)
- 2011: The Awakening
- 2012: Birdsong – Gesang vom großen Feuer (Birdsong, Fernsehfilm)
- 2012: Shell
- 2012: The Cold Light of Day
- 2012: Abraham Lincoln Vampirjäger (Abraham Lincoln: Vampire Hunter)
- 2013–2016: Ripper Street (Fernsehserie, 8 Episoden)
- 2013: The Tunnel – Mord kennt keine Grenzen (The Tunnel, Fernsehserie, 5 Folgen)
- 2015: The Hallow
- 2015: Sense8 (Fernsehserie, 2 Folgen)
- 2015: Kill Your Friends
- 2015: Im Herzen der See (In the Heart of the Sea)
- 2017: Man Divided
- 2018: Troja – Untergang einer Stadt (Troy: Fall of a City, Fernsehserie, 7 Episoden)
- 2019: Red Secrets – Im Fadenkreuz Stalins (Mr. Jones)
- 2022: Der Herr der Ringe: Die Ringe der Macht (The Lord of the Rings: The Rings of Power, Fernsehserie, 5 Episoden)
- 2023: 1923 (Fernsehserie, 2 Folgen)
- 2023: Mary & George (Fernsehserie, 1 Folge)